# Desigualtat de gènere
La desigualtat de gènere és un tipus de desigualtat social per raó de gènere o de sexisme. Una de les seves expressions és la discriminació sexual. Està molt vinculada a l'accés a l'educació per part de les dones, tant a l'escola com la llar o l'empresa. Existeix a tot el món. A les societats democràtiques capitalistes actuals se suposa que la dona i l'home són iguals davant la llei, però a la pràctica en general no ho són. La forma per excel·lència de domini de l'home sobre la dona s'hi desenvolupa mitjançant la divisió sexual del treball i la discriminació retributiva. També es reflecteix en la menor presència de les dones en àmbits que encara són majoritàriament masculins, com la política i la cultura.
La desigualtat de gènere, sumada al típicament patrialcal ús de la força com a manera de resoldre conflictes i manifestació de poder, adoba el terreny, especialment a la infància, perquè persones adultes participin com a víctimes o agressores en les seves relacions afectives, i en particular per a la violència de gènere.
La discriminació contra la dona ha sigut qualificada de "malaltia mortal" perquè les dones són la majoria dels pobres i analfabets del món i perquè cada any mor un milió de xiquetes pel fet de ser xiquetes. Les xiquetes són el 60% dels menors que no van a l'escola; el 90% dels infanticidis són contra nenes; tenen cinc vegades més probabilitat de caure malaltes del SIDA i estan més desateses; pateixen majoritàriament raptes, matrimonis infantils, venda i violència sexual; són la majoria dels nens no registrats; durants els conflictes bèl·lics són les que més pateixen (incloent violació i maltractament); quan treballen al camp solen cobrar menys; i són el 90% dels menors que treballen dins la llar.
La diferència sexual per si mateixa no és raó de desigualtat, el seu contrari és la uniformitat mentre que la desigualtat s'oposa a la igualtat de drets i valoració, si cal malgrat el fet de ser diferents.
La desigualtat de gènere es manifesta, entre d'altres, en la cultura de la violació, discriminació salarial, efectes com el sostre de vidre o el terra enganxós, biaix de gènere a la Viquipèdia, taxa a les dones, principi de la barrufeta, estereotips i rols de gènere, etc.

## Desigualtat de gènere en conflictes armats
La desigualtat de gènere sol incrementar-se durant les situacions de violència extrema com són els conflictes armats.
Les guerres impliquen un augment de la inseguretat física de les dones, convertint-se en víctimes de violació "com a arma de guerra per a humiliar i erosionar la cohesió social de la comunitat enemiga".
La desestructuració i la paralització de l'economia provoquen misèria especialment en les dones perquè s'encarreguen de la cura i sustent dels familiars qui en depenen d'elles. La situació empitjora quan falten el suport masculí per a obtindre ingressos, aleshores les dones solen prostituir-se. La prostitució sol intensificar-se durant els conflictes armats i genera rebuig social i familiar.
El conflicte sobrecarrega a les dones amb noves responsabilitats, com cuidar els ferits, malalts, orfes i altres col·lectius.
També la guerra implica canvis socials en els rols socials que poden ser greus o, ocasionalment, positius. A la República Àrab Saharaui Democràctica i a Eritrea les dones desenvoluparen habilitats que els eren desconegudes, cosa que van trencar restriccions com la dedicació exclusiva a la vida privada i desenvoluparen capacitats indivuduals i col·lectives. Hi ha casos que els canvis es van perdre quan acabà la guerra (Algèria, Nicaragua i El Salvador).
Les xiquetes solen patir més en general durant els conflictes bèlics.